# Order Gwiazdy Solidarności Włoskiej
Order Gwiazdy Solidarności Włoskiej (wł. Ordine della Stella della Solidarietà Italiana – OSSI) – odznaczenie Republiki Włoskiej, nadawane w latach 1947–2011.

## Historia
Ten pierwszy order Republiki Włoskiej został ustanowiony 27 stycznia 1947 i otrzymał statuty 20 stycznia 1949 roku. W 1946 roku Włochy przestały być monarchią, popularne i masowo nadawane ordery dynastii sabaudzkiej – jak np. Order Korony Włoch – przestały być przyznawane, stając się orderami domowymi wygnanej dynastii, i zaistniała potrzeba stworzenia republikańskiego odznaczenia w celu nagradzania przede wszystkim cudzoziemców, w tym wielu Włochów na emigracji, którzy zaangażowali się w dzieło odbudowy zniszczonego wojną kraju. Wielkim Mistrzem jest każdorazowy Prezydent Republiki. 
Order otrzymał trzy klasy:
- Wielki Oficer (Grande ufficiale)
- Komandor (Commendatore)
- Kawaler (Cavaliere).

Posiadacze pierwszej klasy noszą oznakę w formie gwiazdy na piersi, druga klasa noszona jest na szyi, a trzecia na wstążce na lewej piersi.
3 lutego 2011 roku trzyklasowy Order Gwiazdy Solidarności Włoskiej został zastąpiony przez pięcioklasowy Order Gwiazdy Włoch.

## Insygnia w latach 1947–2001
Pierwszy model to wykonana w brązie pięcioramienna gwiazda z promieniami między ramionami. W medalionie środkowym awersu znajduje się relief z grupą postaci, symbolizujących uczynki Dobrego Samarytanina, w medalionie rewersu napis "Anno MCMXLVIII Stella della Solidarietà Italiana". Oznaka III. klasy nie posiadała promieni między ramionami. Wstążka orderu była zielona z obustronnymi czerwono-białymi bordiurami. Jako zawieszka II i III klasy służył wieniec laurowy.
|         |          |               |
| Baretki |          |               |
| Kawaler | Komandor | Wielki Oficer |

## Insygnia w latach 2001–2011
Nowe insygnia to emaliowana na biało czteroramienna gwiazda z czterema zielonymi szpicami między jej ramionami, ze złotym medalionem ze sceną Dobrego Samarytanina pośrodku, otoczonym złotym napisem "Solidarietà Italiana" w niebieskim polu. Gwiazda jest nałożona na złoty wieniec laurowy. I. klasa otrzymała jako insygnium dużą srebrną, 16-promienną gwiazdę z nałożonym na nią medalionem awersu. Wstążka została zmieniona na czerwoną z biało-zielonymi bordiurami. Zawieszką było proste kółko.
|         |          |               |
| Baretki |          |               |
| Kawaler | Komandor | Wielki Oficer |